# Computer

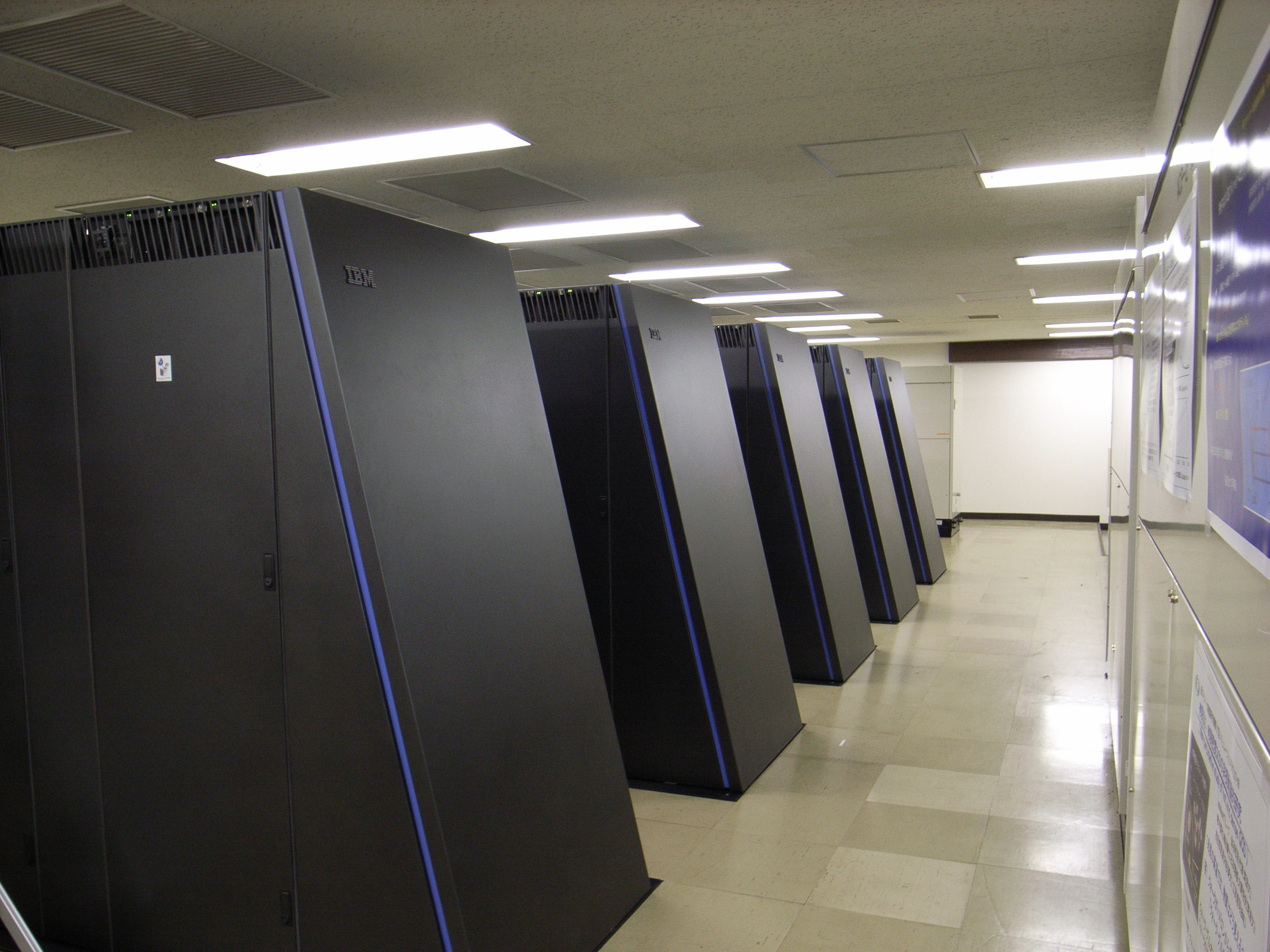
Blue Gene, macchina di grandi dimensioni, con potenze di calcolo dell'ordine dei petaFLOPS, in un centro di ricerca (High Energy Accelerator Research Organization, KEK)

Un computer (pronuncia italiana: /komˈpjuter/), in italiano anche noto come elaboratore o calcolatore, è una macchina automatizzata programmabile in grado di eseguire sia complessi calcoli matematici (calcolatore) sia altri tipi di elaborazioni dati (elaboratore).
Concepito come una macchina per automatizzare alcune capacità della mente umana, come ad esempio il calcolo e la capacità di memorizzazione potenziandone la portata e applicandole alla soluzione di particolari problemi scientifici e ingegneristici, 
a partire dalla seconda metà del XX secolo, evolve in macchina in grado di eseguire le elaborazioni dati più varie. Ci si riferisce comunemente al computer come ad un dispositivo elettronico e digitale, programmabile a scopo generico, costruito secondo il modello teorico-computazionale della cosiddetta macchina di Turing e la cosiddetta architettura di von Neumann, anche se oggi tuttavia il termine assume il significato più generico di sistema elettronico di elaborazione programmabile e non programmabile, includendo dunque una vasta gamma di tipologie di dispositivi:
sebbene i computer programmabili a scopo generico siano oggi i più diffusi, esistono infatti in specifici ambiti di applicazione modelli di computer dedicati a vari campi e settori come automazione industriale, domotica, computer grafica.
Nel corso della storia, l'implementazione tecnologica di questa macchina si è modificata profondamente sia nei meccanismi di funzionamento (meccanici, elettromeccanici ed elettronici), sia nelle modalità di rappresentazione dell'informazione (analogica e digitale) sia in altre caratteristiche (architettura interna, programmabilità, ecc.). In questa forma e al pari della televisione, esso rappresenta il mezzo tecnologico simbolo che ha maggiormente modificato le abitudini umane dopo la seconda guerra mondiale: la sua invenzione ha contribuito alla nascita e allo sviluppo dell'informatica moderna, che ha segnato l'avvento della cosiddetta terza rivoluzione industriale e della società dell'informazione.

## Storia e linguistica

### Etimologia

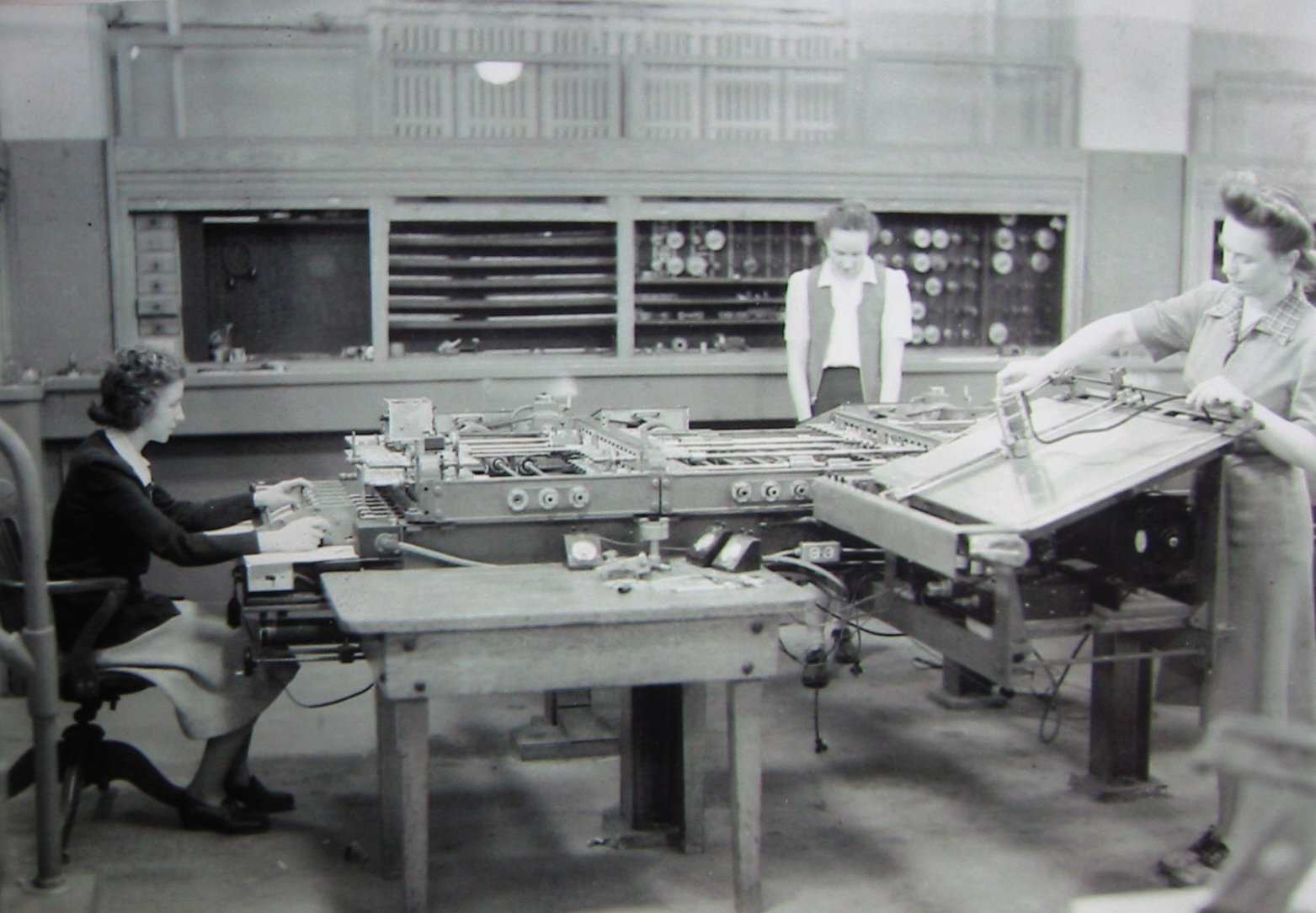
Analizzatore differenziale

Il termine computer è il nome d'agente del verbo inglese to compute, che deriva dal francese computer. L'etimo latino è composto da com = cum (insieme) e putare (tagliare, rendere netto – da cui potare in italiano) e significa propriamente: «confrontare (o comparare) per trarre la somma netta». In inglese, il termine indicava originariamente un essere umano, incaricato di eseguire dei calcoli. Il primo utilizzo nel senso moderno è attestato nel 1947, ma bisognerà attendere la metà degli anni 1950 perché questa accezione diventi di uso comune (si notino, a questo proposito, i diversi acronimi dei computer ASCC ed ENIAC).

### Terminologia

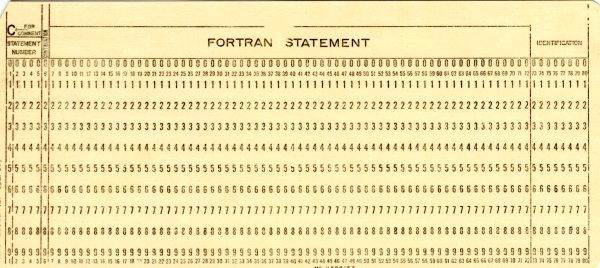
Scheda perforata

Come per gran parte della terminologia informatica, tra il termine italiano «elaboratore» e il termine «computer» usato in inglese, nel linguaggio comune prevale nettamente l'uso del termine «computer». In altre lingue europee accade diversamente: nella lingua francese si usa il termine ordinateur; nella lingua spagnola si usano i termini computadora e ordenador. La tendenza a usare parole inglesi è spesso biasimata in una diatriba sull'esterofilia della lingua italiana recente, ma le proposte alternative, come il «computiere» del professore Arrigo Castellani, accademico della Crusca e fondatore degli Studi Linguistici Italiani, non hanno riscosso sufficiente applicazione. Negli anni 1960 e 1970 è stato utilizzato anche il termine «ordinatore», oggi in disuso, calco linguistico sul francese ordinateur.
In italiano esiste anche il termine «calcolatore», che però ha un significato più ampio: può indicare anche una macchina non automatizzata (come ad esempio un regolo calcolatore), oppure una macchina automatizzata in grado di eseguire esclusivamente semplici calcoli matematici (come ad esempio una macchina addizionatrice). Nel secolo scorso poteva indicare anche un essere umano: la figura di «calcolatore» era un ruolo presso alcuni osservatori astronomici italiani.

### Storia

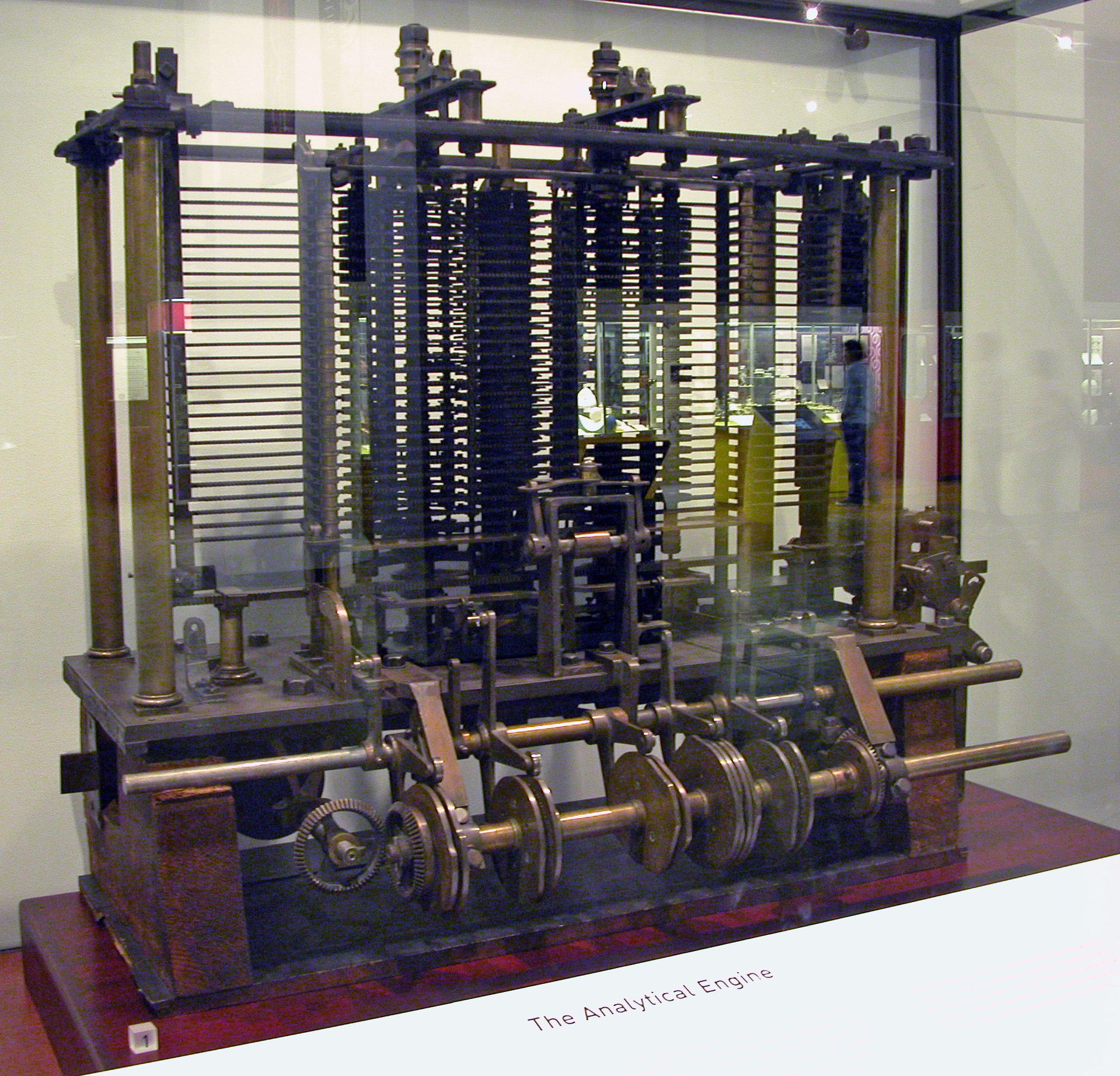
La macchina analitica di Charles Babbage

Il computer è la versione più evoluta di una serie di strumenti di calcolo inventati sin dall'antichità tra i quali l'abaco, la macchina di Anticitera, i bastoncini di Nepero; gli esemplari di macchine calcolatrici più famosi in età moderna sono forse la macchina di Pascal (1645) e la macchina di Leibniz (1672), ma va ricordata anche la macchina calcolatrice di Wilhelm Schickard, del 1623, della quale sono rimasti soltanto i progetti.
Il passaggio da macchina calcolatrice a vero e proprio computer (nel senso di dispositivo programmabile) si deve a Charles Babbage: la sua Macchina analitica, progettata nel 1833, anche se mai realizzata, è considerato il primo esempio di computer della storia; si trattava di una colossale macchina a ingranaggi, alimentata a vapore e dotata di input, output, unità di memoria, di unità di calcolo decimale con registro dell'accumulo dei dati e di un sistema di collegamento tra le varie parti e contrariamente a quanto si potrebbe pensare, era interamente digitale.
Nel corso dei decenni successivi il computer è passato attraverso vari stadi evolutivi: il computer analogico (ne è un esempio l'analizzatore differenziale di Vannevar Bush del 1927), la macchina di Turing, i computer digitali meccanici ed elettromeccanici (la Serie Z di Konrad Zuse, la macchina di Stibitz e l'ASCC di Howard Aiken) ed infine quelli digitali ed elettronici (l'ABC di John Vincent Atanasoff e Clifford Berry, l'ENIAC di John Presper Eckert e John Mauchly, il Colossus britannico); nel corso del XX secolo, inoltre, importanti progressi nel campo dell'elettronica - come il transistor e il circuito integrato - e dell'informatica hanno contribuito all'evoluzione del computer nella sua forma attuale passando da dispositivo elettronico presente solo in aziende e centri di ricerca a dispositivo ad uso comune e consumo di massa per gli utenti comuni.

## Descrizione
La componentistica hardware, generalmente racchiusa all'interno di un contenitore denominato case, comprende la scheda madre, la CPU, l'alimentatore elettrico, la memoria primaria e la memoria di massa, più eventualmente altre schede preposte a funzioni accessorie o complementari, come ad esempio una o più schede video o una scheda audio.
Sostanzialmente, i calcolatori si dividono in analogici e digitali:
- un calcolatore analogico è un tipo di calcolatore che elabora i problemi per analogia, o in termini più scientifici, per quantità continue;
- un calcolatore digitale è un tipo di calcolatore che elabora i problemi digitalizzando, ovvero le quantità che considera sono discrete.

I dati cioè, possono essere rappresentati in due modi, analogico o digitale: un dato analogico è una rappresentazione continua, analoga all'informazione effettiva che rappresenta, mentre un dato digitale è una rappresentazione discreta, che spezza l'informazione in elementi distinti poiché l'elaborazione viene eseguita per passi finiti (vedi algoritmo). L'informatica, per come si è sviluppata, ha preso maggiormente in considerazione la seconda categoria di calcolatori. La prova è che i computer contemporanei funzionano secondo l'algebra booleana, ovvero la logica di funzionamento di un normale computer ammette due stati precisi, rappresentati dalle cifre 0 e 1. Esempi di calcolatori analogici odierni sono il termometro e l'orologio tradizionali: nonostante vi siano gli indicatori dei gradi o delle ore, in realtà essi non sono sufficienti per astrarre la posizione esatta del mercurio o delle lancette. Il mercurio nel termometro sale con continuità lungo le tacche, mentre un termometro digitale calcola la temperatura secondo una logica binaria e discreta.

### Struttura logica

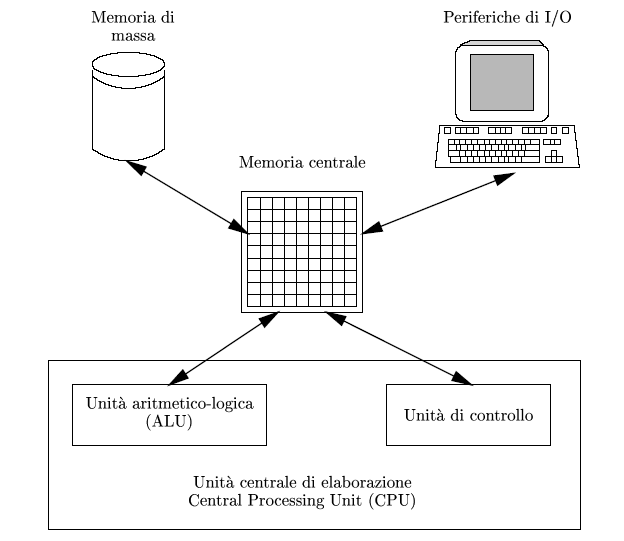
Architettura di von Neumann

La struttura logica del computer attuale può ricondursi alla presenza di almeno cinque elementi fondamentali o sottosistemi:
- Unità centrale di elaborazione (UCE o CPU, acronimo di Central Processing Unit);
- Memoria;
- Schede elettroniche di espansione;
- Dispositivi di input/output;
- Canale di comunicazione dei dati (o Bus).

Questo schema venne proposto per la prima volta dal matematico John von Neumann all'interno di uno scritto informale del 1945 noto come First draft of a report on the EDVAC e va sotto il nome di architettura di von Neumann. L'opera nasce dalla partecipazione di von Neumann al progetto ENIAC e raccoglie le idee provenienti da vari membri del team di sviluppo su come migliorare la funzionalità del computer nascituro.
Va inoltre ricordato che von Neumann era stato profondamente influenzato da Alan Turing, il quale aveva proposto nel 1937 un modello di calcolo - passato alla storia come Macchina di Turing - che ben si prestava a descrivere le operazioni eseguite da un computer, pur non essendo stato concepito per quello scopo (Turing si stava occupando in quella sede del problema della computabilità, non della realizzazione di un calcolatore). Il funzionamento della Macchina di Turing suggerì a von Neumann l'idea che la memoria dovesse contenere non solo i risultati delle operazioni svolte dal computer, ma anche le istruzioni di programmazione.
Premesso il contributo degli altri progettisti dell'ENIAC e quello di Alan Turing, a von Neumann va il merito di aver approfondito, arricchito e messo a sistema gli spunti raccolti: motivo per il quale la struttura logica sopra indicata è oggi nota come architettura di von Neumann.

### Hardware, software, programmazione
(Pablo Picasso)

Livelli di astrazione ed esecuzione dal software all'hardware

A differenza della mente umana, intesa come attività del cervello, che è in grado di affrontare e risolvere problemi nuovi a mezzo di facoltà cognitive come intuizione e ragionamento, il computer, in quanto macchina, pur partendo ugualmente da dei dati in input, è invece un semplice esecutore di ordini, compiti o istruzioni impartite dall'esterno per risolvere determinati problemi d'interesse attraverso un algoritmo di risoluzione del problema stesso in modo tale che a partire da determinati input produca determinati output attraverso elaborazione degli stessi. Esso nasce dunque per eseguire programmi o applicazioni: un computer senza un programma da eseguire è inutile.
Il computer, in quanto esecutore, ha dunque bisogno di essere istruito o programmato dall'esterno per mano competente di un programmatore, il quale comunica/interagisce con la macchina attraverso i linguaggi di programmazione ad alto, medio o basso livello di astrazione (linguaggio macchina), che si differenziano tra loro secondo vari paradigmi di programmazione. Queste parti immateriali che consentono l'utilizzo di programmi vengono comunemente chiamate software in contrapposizione all'hardware che è invece la parte fisica (elettronica), nel senso di materiale e tangibile, degli elaboratori e che consente l'esecuzione dei programmi stessi. Tutto ciò che si può ottenere con l'utilizzo accoppiato di strumenti informatici o risorse hardware e software costituisce un 'applicazione informatica. Tutto il resto, oltre ad hardware e software, sono i dati presenti nella memoria del computer, compresi all'interno di file e directory ed utilizzati in input dai programmi stessi per l'espletamento in output del particolare servizio richiesto dall'utente.

Quando si lavora su un computer, scompare agli occhi dell'utilizzatore il funzionamento hardware interno della macchina, interfacciandosi con essa unicamente tramite il linguaggio di programmazione ad alto livello oppure grazie all'interfaccia utente del software stesso, garantendo così quella grande flessibilità di utilizzo anche a chi non ne conosca i principi fisico-elettronici di funzionamento e che costituisce, assieme alla potenza di elaborazione, a quella di memorizzazione e alla riprogrammabilità, la chiave di successo dei computer stessi. Questo processo di astrazione a partire dal livello fisico è comune a tutta l'informatica. 

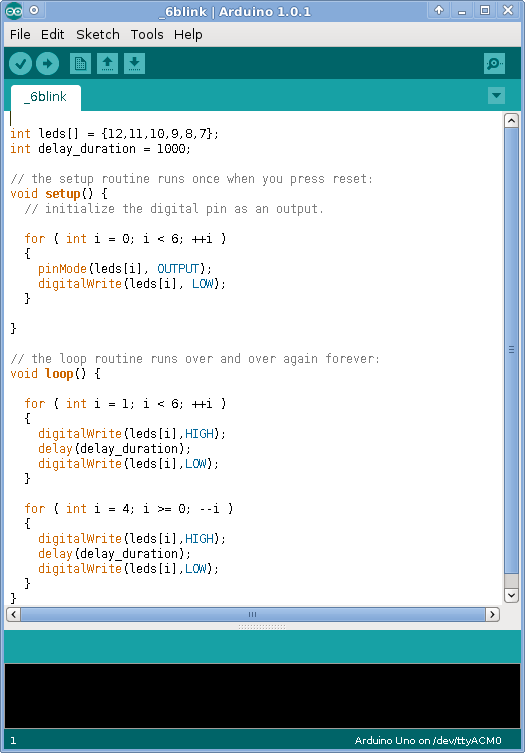
Codice sorgente di un programma scritto in
C

Il programma o software di base di gran lunga più importante per un computer (se previsto nell'architettura generale), senza il quale la macchina non potrebbe funzionare, è il sistema operativo, che si occupa di gestire la macchina, le sue risorse hardware e le altre applicazioni che vi sono eseguite. Fornisce così all'utente un'interfaccia (grafica o testuale) con la macchina gestendo o coordinando in maniera efficiente le operazioni di input/output comandando le rispettive periferiche di sistema, gestendo le operazioni di esecuzione dei programmi applicativi assegnandovi di volta in volta le risorse hardware necessarie al processamento (scheduling) e infine gestendo l'archiviazione e l'accesso ai dati memorizzati attraverso il cosiddetto file system.
Dal punto di vista hardware il computer, inoltre, è un sistema elettronico digitale (programmabile) che elabora cioè tutti i dati in formato digitale o numerico ovvero come sequenze di 0 e 1, corrispondenti a due livelli di tensione (alto e basso), corrispondenti a loro volta ai due stati fisici di interruttore aperto e chiuso. La logica elettronica interna di funzionamento è dunque basata sull'Algebra di Boole. Il linguaggio dell'hardware è propriamente un linguaggio macchina ovvero sequenze di bit cui si associano per semplice codifica i linguaggi a più alto livello. L'immissione dei dati in input alla macchina elaboratrice è di tipo alfa-numerico decimale, per cui è necessaria un'operazione di traduzione o codifica delle informazioni in binario; viceversa per ottenere una visualizzazione in output dei risultati dell'elaborazione è necessaria una traduzione o codifica inversa da binario ad alfa-numerico decimale. Tale codice è generalmente il codice ASCII.
A larghe linee la progettazione di sistemi di elaborazione a livello hardware ricade in massima parte nel campo dell'ingegneria informatica (la quale a sua volta afferisce conoscenze dall'ingegneria elettronica), mentre lo sviluppo software è affidato in massima parte al campo dell'informatica pura. Pur tuttavia i confini tra le due discipline non sono rigidi bensì spesso assai sfumati.

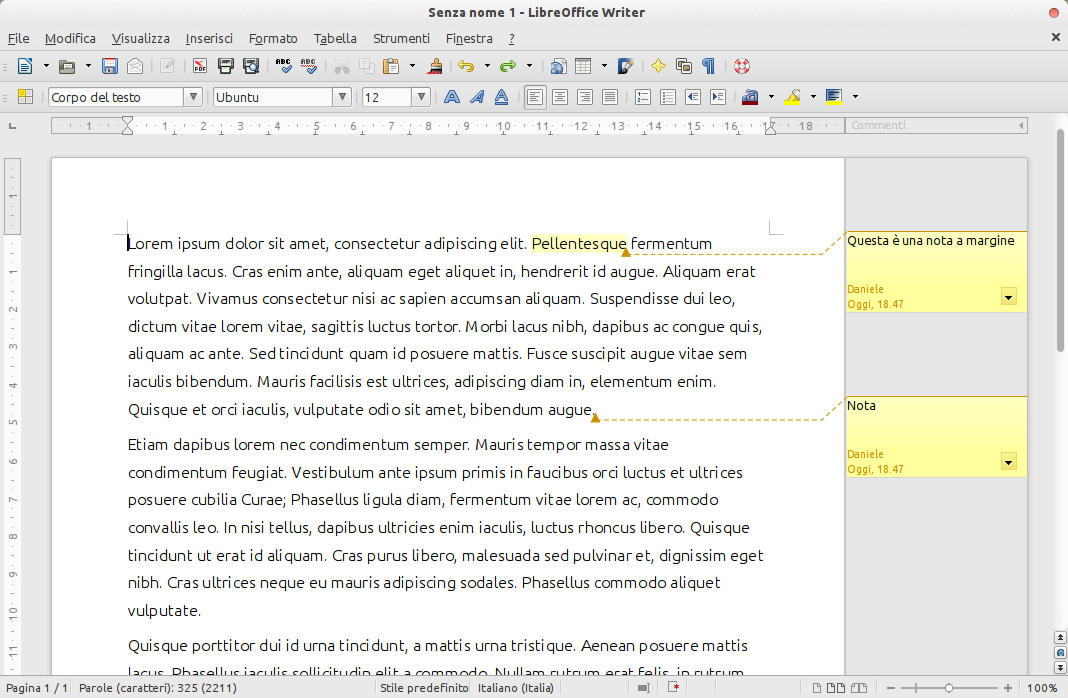
Un'applicazione di videoscrittura tipica di un PC

### Modularità ed espandibilità
In termini molto generali, dal punto di vista della possibilità di modifica, aggiornamento, espansione e personalizzazione dell'architettura hardware di un computer vi possono essere i seguenti casi:
- nulla o assai limitata possibilità di intervento. È il caso, ad esempio, dei microcontroller, dei notebook (o dei derivati netbook e ultrabook), dei palmari, degli smartphone, dei tablet;[24]
- da buona a ottima possibilità di intervento. È il caso delle macchine server, delle workstation, dei personal di tipo desktop e simili. Per i server di tipo blade la modularità e la scalabilità è la caratteristica peculiare dei sistemi di questo tipo.

Nel secondo caso occorre fare però un'altra distinzione:
- il computer è un pre-assemblato/marchiato da un fabbricante OEM o da un'azienda system integrator;
- il computer è il risultato di un "libero" assemblaggio di componenti prescelti, realizzato dall'utente (o da un assemblatore professionale per conto suo).

Nel caso di un "assemblato" la possibilità di espansione, modifica, personalizzazione, evoluzione, manutenzione, ecc. sono spesso molto ampie. Nel primo, invece, dipende dalla configurazione-architettura del sistema ma, in generale, è meno possibile del primo. Questo può dipendere da limitazioni di tipo fisico (hardware) ma anche software e/o imposte dall'OEM.
Occorre anche considerare che i computer (di qualsiasi genere ma vale soprattutto per quelli "chiusi" come notebook per non parlare degli smartphone o dei tablet) vengono realizzati e venduti dai fabbricanti con il sistema operativo (e tutta la parte software delle periferiche hardware) su licenza OEM. In questi casi è il produttore che mette a disposizione il software del sistema e gli aggiornamenti stessi: spesso e volentieri il software "originale" del produttore del singolo componente (o un'applicazione qualsiasi) non funziona sul computer in quanto il produttore OEM lo ha modificato e personalizzato per quello specifico modello/versione di computer (questo accade spesso anche per i driver). Quindi, in questi casi, non solo è difficile (o fisicamente impossibile) cambiare un componente hardware (nel senso di evoluzione non certo di sostituzione per guasto), ma non può essere neppure aggiornato il software di una periferica (costruita e venduta singolarmente da un produttore) se non quello distribuito dall'OEM dell'intero sistema.
È per questo che tutti i grandi produttori di computer invitano a scaricare il software e gli aggiornamenti unicamente dal proprio portale o mediante la funzione di update del dispositivo e quelli delle periferiche/accessori avvertono che il software (driver e strumenti) dei loro componenti potrebbe non funzionare su computer OEM.
Pertanto, sarebbe più corretto parlare di personalizzazione della configurazione del computer dovendo non solo considerare la possibilità di espansione/modifica dell'hardware ma anche del sistema operativo e del software (firmware, driver, applicazioni, ecc) in generale.

### Parametri prestazionali
Parametri prestazionali di un computer sono le sue capacità di processamento e le sue capacità di memorizzazione. In linea di massima si identificano dunque i seguenti parametri:
Per la capacità di processamento:
- frequenza di clock del processore;
- architettura a 8 bit, 16, 32 bit o 64 bit e multicore;

Un parametro prestazionale di calcolo può essere anche la potenza di calcolo in MIPS oppure in FLOPS cioè il numero di operazioni in virgola mobile eseguite in un secondo dalla CPU (specie per computer a fini di calcolo scientifico), anche se tale parametro non tiene in conto delle operazioni in numeri interi comuni invece nei PC domestici.
Per la capacità di memoria:
- capacità della memoria primaria o centrale (RAM);
- capacità della memoria secondaria (memoria di massa);

A questi si associano valutazioni intorno alla qualità delle schede elettroniche che compongono l'hardware.

### Applicazioni pratiche
In sostanza un computer è in grado di eseguire operazioni logiche come ad esempio calcoli numerici e storicamente è stato proprio il calcolo la prima forma di applicazione del computer ovvero il problema che ha spinto all'invenzione e alla realizzazione del computer stesso. Dalla nascita della struttura più elementare in seguito si sono sviluppati e succeduti molti tipi di computer, costruiti per svariati compiti, professionali e non, che, pur affinando sempre più il calcolo numerico fino ad arrivare al moderno calcolo scientifico ad elevate prestazioni grazie ai supercalcolatori, vanno ben oltre offrendo applicazioni diffusissime all'utente comune come la videoscrittura in sostituzione delle vecchie macchine da scrivere e in generale applicazioni di office automation, fogli di calcolo, creazione e gestione di database, la progettazione assistita al calcolatore, la computer grafica, la simulazione, sistemi elettronici di controllo, applicazioni di diagnostica medica, i videogiochi ecc.

### Successo dei computer

Crescita del numero di transistor per processori e previsione di Moore

Le chiavi di successo del computer sono dunque la grande potenza di elaborazione e la notevole capacità di memorizzazione che, in qualità di macchine, estendono le rispettive capacità umane di calcolo, processamento e memorizzazione consentendo una diminuzione sensibile dei tempi richiesti per la risoluzione di un problema dato o spesso la sua effettiva risoluzione, altrimenti non possibile. Ad essa si aggiunge la grande usabilità grazie al suo utilizzo in molti campi dell'elaborazione dati (vedi i sistemi embedded) e, sul fronte del consumo di massa, allo sviluppo di innumerevoli applicazioni a favore di una vasta gamma di utenti e, nella maggior parte dei casi, anche la semplicità di utilizzo da parte dell'utente stesso grazie all'implementazione di sistemi di interfacciamento utente/macchina molto spesso di tipo user-friendly.
- velocità: la velocità di un processore è costantemente aumentata in linea con la legge di Moore, stessa cosa dicasi per la capacità di memorizzazione;
- economicità: il costo di un processore e del computer in toto è diminuito progressivamente nel tempo per motivi di economia di scala;
- flessibilità: facilità di configurazione e riconfigurare attraverso software;
- scalabilità: la dimensione dei programmi può crescere sino ai limiti della memoria o dello spazio di memorizzazione senza costi aggiuntivi.

## Architettura

Schema interno di un PC (scheda madre)

Un computer, come premesso, non è altro che l'implementazione fisica, pratica, di una macchina di Turing universale, secondo l'architettura fisica ideata da Von Neumann.
Per quanto riguarda l'architettura hardware sono diffuse le architetture dei processori basati su registri generali. A questo livello hardware e software viaggiano appaiati sullo stesso piano: le istruzioni elementari del processore (Instruction set) (salto, confronto, operazioni aritmetiche ecc.) sono definite in linguaggio macchina, ovvero codificate in sequenze numeriche di bit; i linguaggi di programmazione a medio ed alto livello, cioè più vicini o familiari al nostro linguaggio naturale, si ottengono come ulteriori codifiche (tabelle di associazioni tra i nomi delle istruzioni) a partire dal linguaggio macchina stesso. Così accade che un qualunque software applicativo abbia un suo codice oggetto o eseguibile espresso in linguaggio macchina ed un suo codice sorgente espresso in linguaggio ad alto livello.
Una terza possibilità è l'assembly; questo particolare linguaggio è una "trascrizione" delle istruzioni base del processore in un linguaggio intelligibile (solitamente nel formato istruzione indirizzo, o istruzione valore, o altri - vedasi opcode). È possibile (per esempio) integrare l'assembly in programmi in C (ma questo approccio non è sempre consigliabile anzi oggi è quasi del tutto abbandonato perché si preferisce scrivere programmi adattabili a più piattaforme, vedi voce "Portabilità"; linguaggio macchina ed assembly non sono mai portabili mentre esistono compilatori C multipiattaforma). Con l'evolversi dei sistemi operativi (eccezion fatta per l'hacking) i linguaggi a basso livello sono usati sempre meno, invece all'epoca del DOS e soprattutto degli home computer questo approccio veniva seguito spesso.
Un processore munito di memoria, dispositivi di input/output e bus di collegamento tra periferiche è dunque un "elaboratore" secondo la classica architettura generale di Von Neumann.
All'architettura hardware si sovrappone l'architettura software, che comprende il sistema operativo, cioè il sistema generale di gestione o coordinazione delle risorse hardware del computer e dei dati in esso immagazzinati. Le istruzioni base del sistema operativo fanno parte del set di istruzioni fondamentali del processore e, di conseguenza, sono definite anch'esse in linguaggio macchina e gestite dall'Unità di Controllo del processore. Le istruzioni del sistema operativo a livello utente, eventualmente interfacciate graficamente, sono anche qui ottenute tramite una codifica ad alto livello delle istruzioni base, espresse in linguaggio macchina, di gestione (pilotaggio) delle periferiche stesse, mascherando così ancora una volta il complesso funzionamento interno del computer.
L'insieme di architettura hardware (quindi il processore) e sistema operativo costituiscono la cosiddetta piattaforma informatica del sistema essendo questi due elementi strettamente correlati. Al di sopra della piattaforma costituita da hardware e sistema operativo operano le applicazioni ovvero programmi che offrono un servizio all'utente appoggiandosi al sottostante sistema operativo.

### Costituenti tipo di un calcolatore elettronico personale

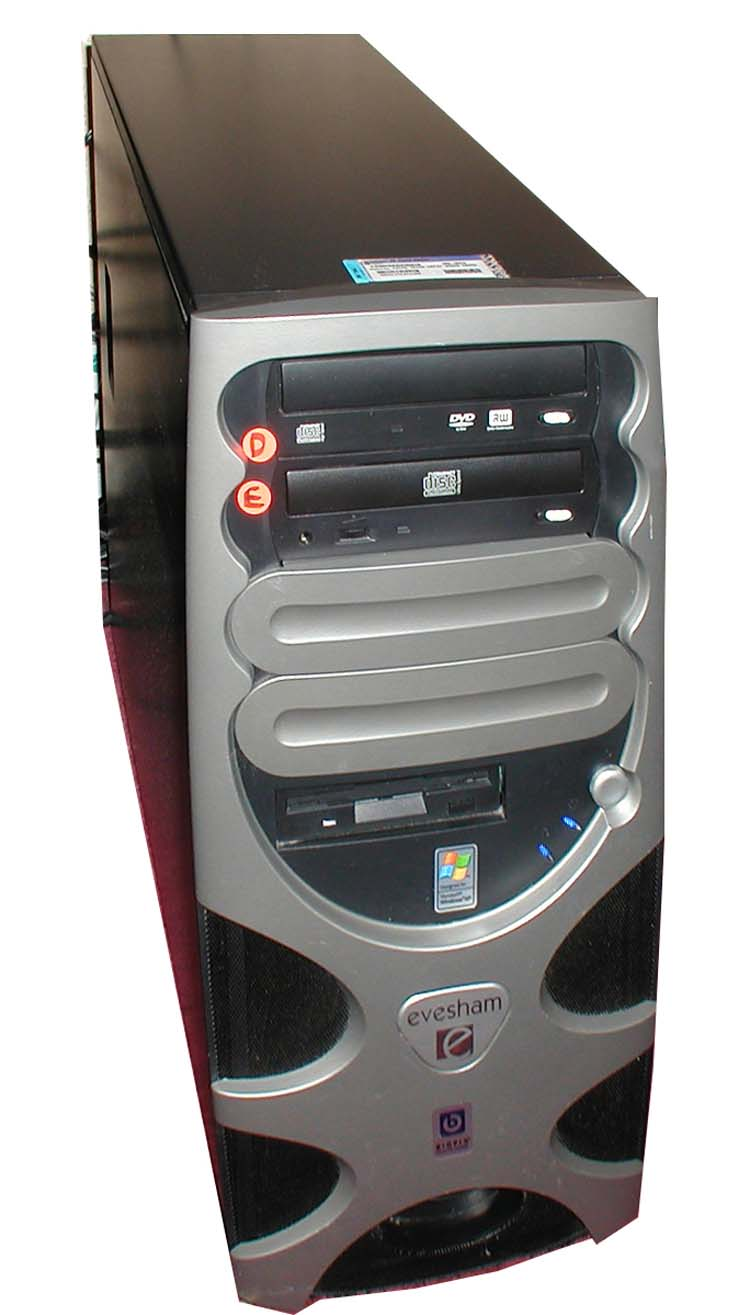
Case nero per Personal computer di tipo MiddleTower

### Componentistica (hardware)
La macchina elaboratrice è adagiata all'interno di un cabinet o case e viene alimentata elettricamente da un'unità (alimentatore), interna o esterna che fornirà al sistema le giuste tensioni elettriche alle sue diverse componenti, nei termini della potenza e stabilità richieste.
Dal punto di vista pratico e costruttivo tutti i computer di questa categoria, hanno almeno:
1. una CPU,
2. una certa quantità di memoria primaria di lavoro, generalmente volatile ma piuttosto veloce, attualmente RAM,
3. una certa quantità di memoria non volatile. Quest'ultima è suddivisa in:
  1. una piccola parte (ROM, PROM, EPROM, EEPROM o Flash) in cui è scritto il primo programma da eseguire all'avvio (Boot) del computer stesso (firmware). Esempi sono Open Firmware e BIOS, che assolvono comunque anche ad altre funzioni di base, oltre a queste. A seconda dei casi, questo primo programma potrà essere l'unico che la macchina eseguirà oppure servirà a fare da trampolino di lancio per caricare il sistema operativo vero e proprio dalla memoria di massa in memoria di lavoro, o un ulteriore e intermedio programma in grado di decidere quale particolare sistema operativo selezionare: in questo caso si parla di loader.
  2. una memoria di massa, più capiente ma con velocità d'accesso più lenta.

#### Case e tipo di installazione

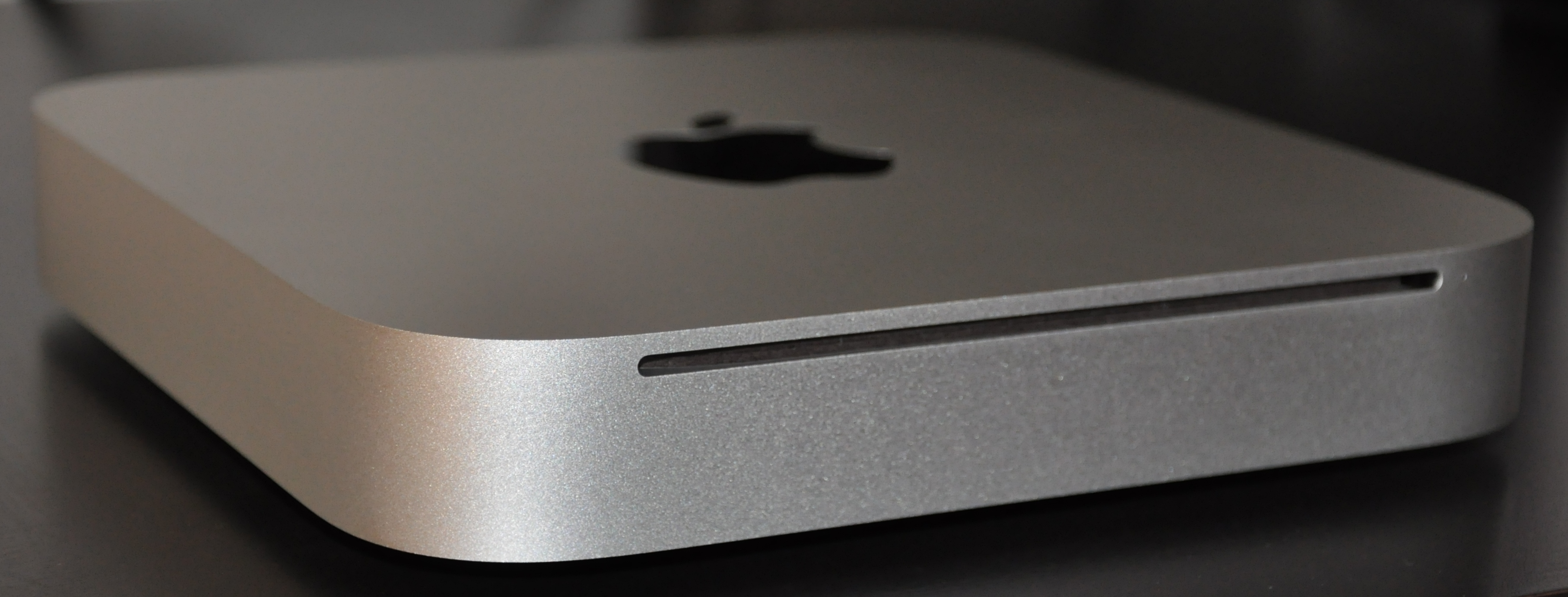
Computer di dimensioni ridotte, a raffreddamento passivo

Il componente forse meno essenziale, ma che caratterizza il calcolatore al primo colpo d'occhio è l'involucro, generalmente chiamato case nei personal computer e cabinet nei sistemi più grandi. Il telaio che meccanicamente sostiene la componentistica, l'apparato di raffreddamento generale, e l'involucro esterno caratterizzano e in parte differenziano i molti tipi di macchine finora viste.
Elemento fondamentale è il sistema di raffreddamento. Attualmente molti calcolatori montano sistemi di raffreddamento sui singoli chip, come CPU e GPU o altri, i quali possono andare da una semplice alettatura per il raffreddamento ad aria, a ventole, o a sistemi con circolazione di liquidi di raffreddamento. In aggiunta a questi, nel case del computer vengono predisposti ulteriori altri sistemi per la circolazione e l'espulsione dell'aria calda generata.
Nei cabinet dei mainframe e dei supercomputer, il problema del raffreddamento è notevole, e l'energia in gioco spesa nell'implementarlo è una quota rilevante del costo del sistema.
Sistemi architetturalmente moderni o di piccole dimensioni riescono ad avere una generazione di calore talmente bassa da fare a meno di ventole od altre parti in movimento, con evidenti vantaggi, a pari dispersione termica, in termini di silenziosità o di consumi. Il telaio e l'involucro caratterizzano visivamente la macchina, e possono situarsi in un arco dimensionale che va dal computer palmare, alle armadiature dei grossi sistemi. Tali armadiature sono principalmente costituite da un telaio, con alloggiamenti di vari standard, che permettono la rimozione, spesso in attività, dei singoli componenti: schede processore, singolo cluster alloggiato in un rack, ed altro.

#### Alimentatore

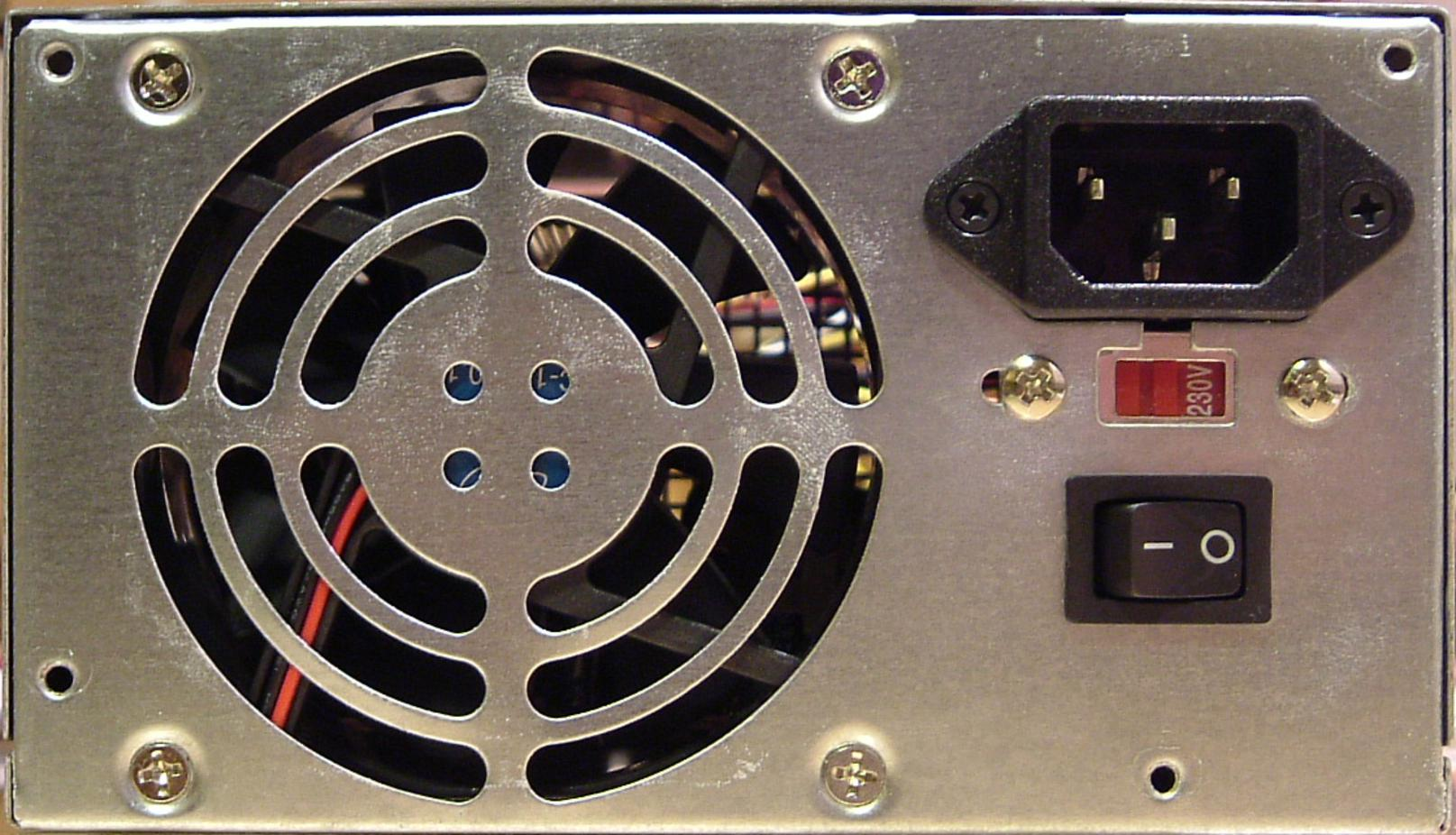
Pannello posteriore di un alimentatore tipico su PC con presa d'aria, presa di alimentazione tripolare e interruttore ON-OFF

L'alimentatore è l'elemento che fornisce energia al PC, e nel caso delle versioni portatili può essere sostituito da alcune batterie. A seconda del tipo d'alimentatore il computer può avere lo spegnimento del tipo:
- Automatico, lo spegnimento del computer avviene automaticamente al termine del processo software (tipico degli alimentatori ATX)
- Manuale, lo spegnimento deve avvenire manualmente sotto il comando della macchina (tipico degli alimentatori AT)

L'efficienza dell'alimentatore non è costante, ma dipende dal carico, generalmente il rendimento massimo è ottenuto al 50% di carico massimo e rimane buono con un range tra 25 e 80%, mentre generalmente al di sotto del 20% di carico il rendimento tende a ridursi velocemente, esiste anche una certificazione sull'efficienza degli alimentatori per poter garantire un livello minimo d'efficienza.

#### Scheda madre

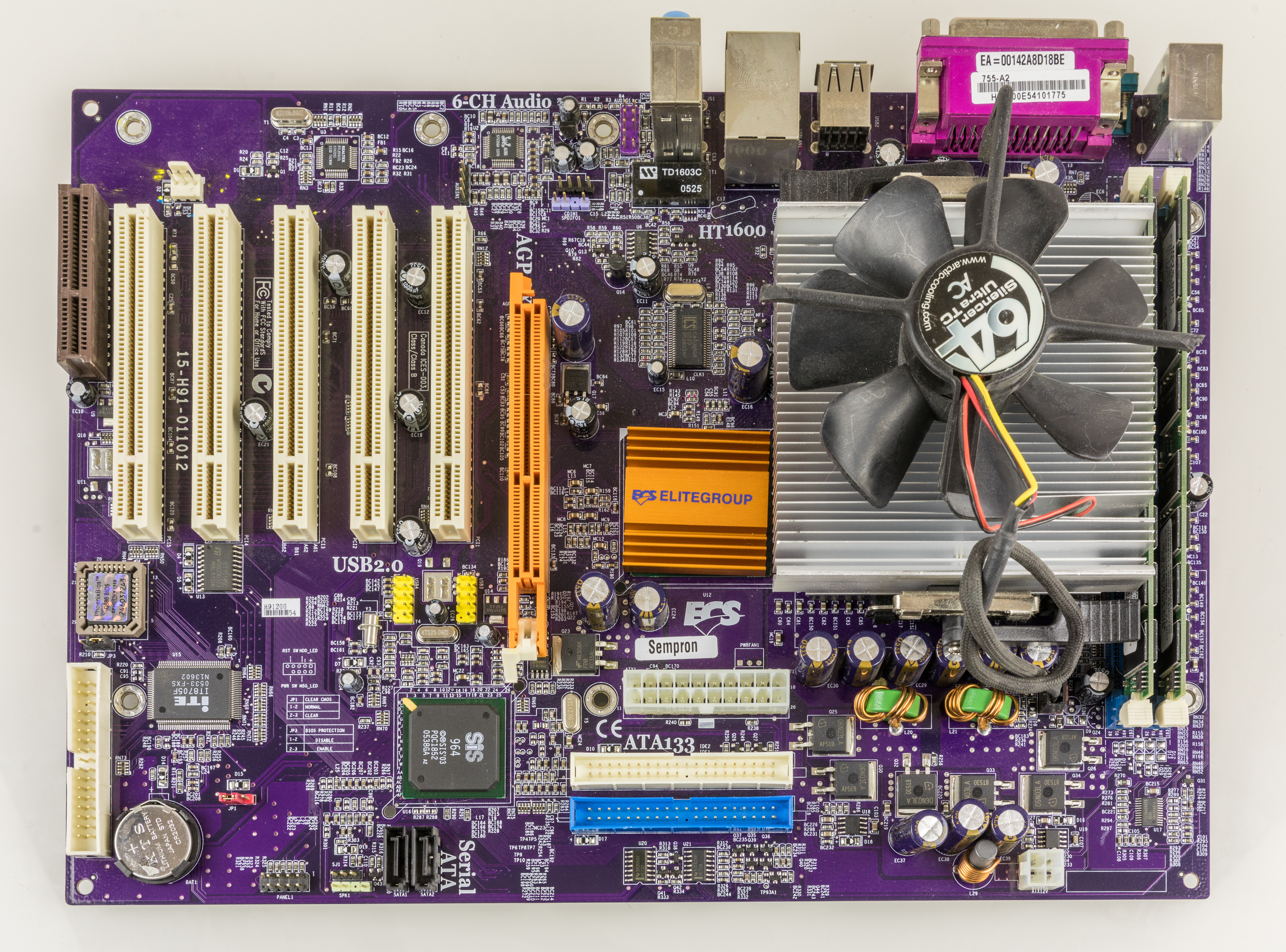
Particolare di una scheda madre ATX con socket 754.

In genere i tre componenti suddetti, escludendo solitamente la parte di memoria di massa, si trovano implementati fisicamente insieme sullo stesso circuito integrato o sulla stessa scheda elettronica, che in questo caso viene detta scheda madre o mainboard, o eventualmente in schede figlie o d'espansione direttamente inserite e spesso anche alimentate elettricamente dalla stessa scheda madre.
Attualmente, all'interno della CPU vi è anche una piccola quantità di memoria, detta memoria Cache; questo tipo di memoria è una memoria veloce (ed anche molto costosa) nella quale vengono caricate tutte le informazioni e/o le istruzioni più frequentemente utilizzate ovvero elaborate dal processore, per far fronte alla lentezza del Bus di collegamento fra CPU e memoria RAM;
Oltre ad eseguire programmi un computer deve anche poter comunicare con l'esterno ovvero con l'utente o con altri dispositivi: per questo sono sempre presenti un certo numero di interfacce verso vari dispositivi dette periferiche di sistema quali ad esempio l'I/O. Quasi sempre, tranne nei casi di microcontrollori molto semplici, vi è infatti la possibilità di collegare una tastiera e un dispositivo di visualizzazione (monitor, stampante, schermo). Inoltre un computer fa spesso uso di memorie di massa per registrare dati e programmi a lungo termine liberando così spazio nella memoria RAM ed è quasi sempre possibile collegare ad esso periferiche esterne e/o schede elettroniche di espansione interne.

#### Unità centrale di elaborazione

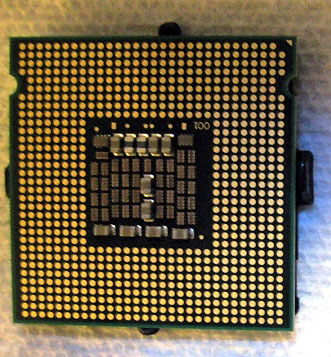
Una moderna CPU

La CPU, sigla di Central Processing Unit, è uno dei componenti della macchina di von Neumann, il più diffuso modello teorico-implementativo di processore. Si tratta di un circuito integrato riprogrammabile dall'utente tramite programma applicativo ed è il "cervello" vero e proprio del computer, ovvero il dispositivo che ha il compito di elaborare (processing) le informazioni (dati) provenienti dalla memoria centrale decodificando ed eseguendo le istruzioni operative in codice macchina del programma e appartenenti al set di istruzioni fondamentali specifiche della CPU (instruction set), oltre che coordinare le altre unità di processamento secondarie (coprocessore).
Si suddivide in Unità di Controllo (Control Unit) ed Unità Logico Aritmetica (ALU). La sua struttura o architettura è stata soggetta ad evoluzione nel tempo, integrando progressivamente quantità sempre maggiori di transistor, arricchendosi di memoria interna detta cache di primo livello, aumentando la dimensione del bus dati e integrando più di una struttura esecutiva delle istruzioni, detta pipeline, aumentando così il grado di 'parallelismo'. Nelle ultime versioni si hanno più CPU che coesistono insieme sullo stesso circuito integrato, detto quindi processore multicore, ad esempio dual-core, quad core o octa-core a seconda che ospiti due, quattro o otto processori in parallelo.

#### Memorie

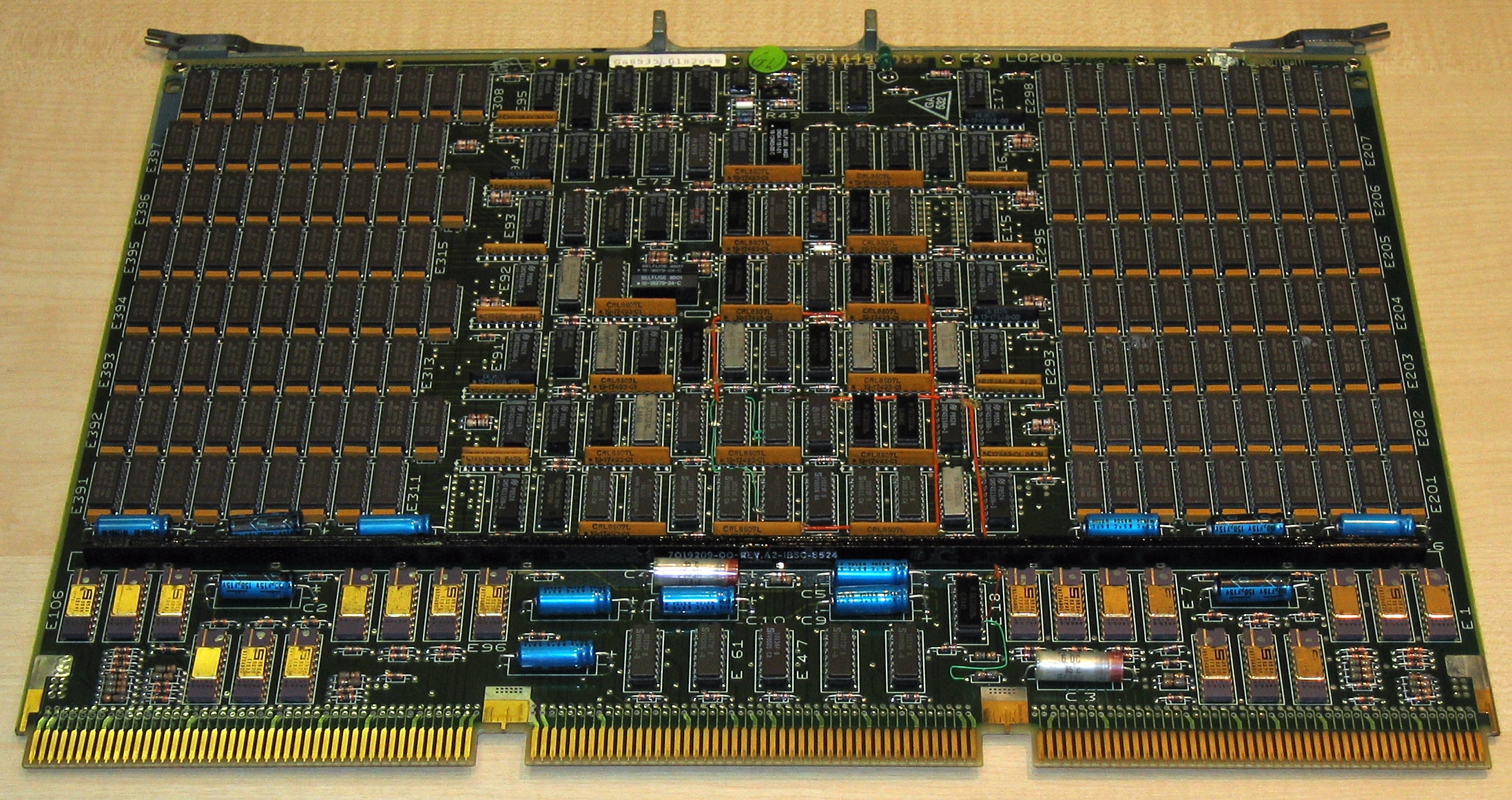
Vecchia memoria RAM (1986)

Oltre alla parte di memoria che per motivi architetturali attualmente ormai risiede all'interno della CPU, si notano:
- la memoria ROM che contiene il firmware (UEFI o BIOS) necessario all'avviamento (boot) del computer cioè del suo sistema operativo.
- la memoria di lavoro o memoria principale o memoria centrale, adesso generalmente RAM, molto veloce, ma con il problema di essere volatile: allo spegnimento della macchina il suo contenuto informativo viene perso. Le tecnologie attuali in ogni caso prevedono già in itinere memorie di lavoro permanenti. Per raffronto sull'evoluzione tecnologica, un "banco" RAM del 1986 con soli 4 MB di memoria è oggi talmente grande che, su quella stessa superficie di circuito stampato, si riesce facilmente a collocare l'intero circuito di un personal computer, compresi parecchi Gigabyte di memoria RAM.
- per questo ed altri motivi alla memoria centrale si affianca sempre un altro tipo di memoria, molto più lenta, ma capace di mantenere i dati ivi scritti per un tempo indefinito ovvero nel lungo periodo su desiderio dell'utente. Questa memoria viene detta memoria secondaria, memoria di massa o memoria d'immagazzinamento secondario ed è costituita in genere da dischi magnetici (es. disco rigido, floppy disk) o dischi ottici (es. CD, DVD). Una promettente evoluzione è rappresentata dai supporti a stato solido, detti anche SSD: sono molto simili alle schede di memoria, hanno velocità di lettura più elevate rispetto ai dischi magnetici, ma attualmente sono molto costosi. In casi di applicativi che richiedono poca memoria vengono utilizzate le NVRAM, particolari RAM non volatili, se si vuole la scrittura e riscrittura dei dati, le ROM se il programma non deve essere cambiato (firmware), o al massimo cambiato molto raramente (ROM cancellabili tramite raggi UV o tensioni predefinite). In generale i dati vengono scritti su queste memorie sotto forma di file: il modo in cui questi file sono logicamente organizzati e catalogati è detto file system.

### Altre schede elettroniche
Collegate tramite slot e socket alla scheda madre (e quindi alla CPU) sono le schede di espansione che costituiscono dunque le periferiche interne del computer. Tra queste la più importante è la scheda video che è l'elemento hardware che si occupa dell'elaborazione delle immagini e della loro visualizzazione sul monitor. Altre schede d'espansione sono la scheda audio, la scheda di rete, la scheda Bluetooth, la scheda Wi-Fi e la scheda di memoria.
La suddivisione del carico elaborativo tra CPU e le altre schede elettroniche ha fondamentalmente ragioni storiche e pratiche di affidabilità e manutenibilità del sistema elettronico: le funzionalità di elaborazione secondarie storicamente sono state infatti aggiunte in seguito ai primi processori in grado di compiere le sole operazioni logico-matematiche ed il malfunzionamento di una o più schede non inficia il funzionamento dell'unità centrale oltre alla possibilità di essere sostituite senza dover sostituire l'intero sistema.

#### Periferiche di Input-Output

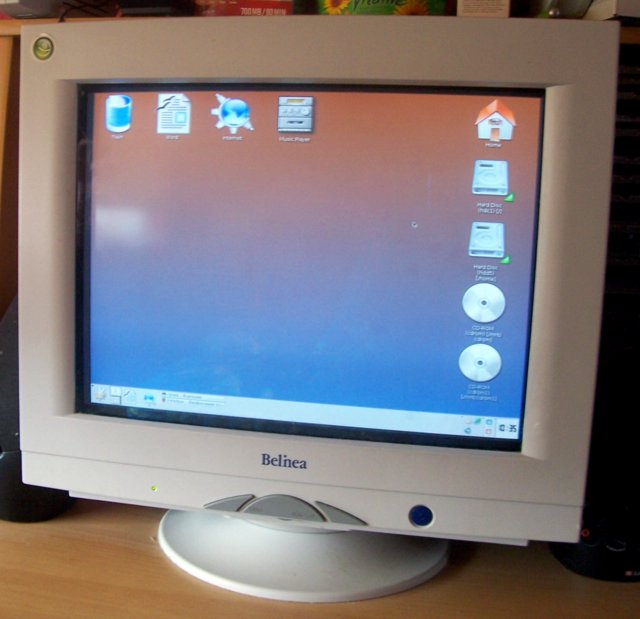
Vecchio Monitor a tubo catodico per PC

Alle schede elettroniche o periferiche interne si aggiungono i cosiddetti dispositivi di I/O necessari per comunicare in input con la macchina impartendo istruzioni e visualizzare all'utente i risultati dell'elaborazione. Tra questi dispositivi ricordiamo la tastiera, il monitor, i lettori CD e floppy-disk, la stampante, il modem, le casse audio, lo scanner, le cuffie, i supporti di memorizzazione secondaria quali hard disk, floppy disk, CD, chiave USB ecc. Tutti questi dispositivi sono detti anche periferiche di sistema.

#### Bus di sistema
Il computer non potrebbe funzionare senza il bus di sistema. Questo è infatti il collegamento (parallelo) fra le varie componenti di un computer: CPU, chipset, scheda video, periferiche, eccetera.
Esistono 3 tipi fondamentali di bus che, assieme, formano il bus di sistema:
- Bus indirizzi;
- Bus dati;
- Bus controlli.

Le periferiche esterne possono essere collegate al bus di sistema mediante le interfacce fornite dal costruttore (nel caso di componenti di facile integrazione), o mediante interfacce proprietarie nel caso di componenti particolari o non integrati nel proprio sistema (scheda madre). Questi componenti sono detti schede di espansione e si collegano direttamente in alloggiamenti (slot) della scheda madre che dialogano, grazie all'interfaccia del chipset, con tutto il resto del sistema.

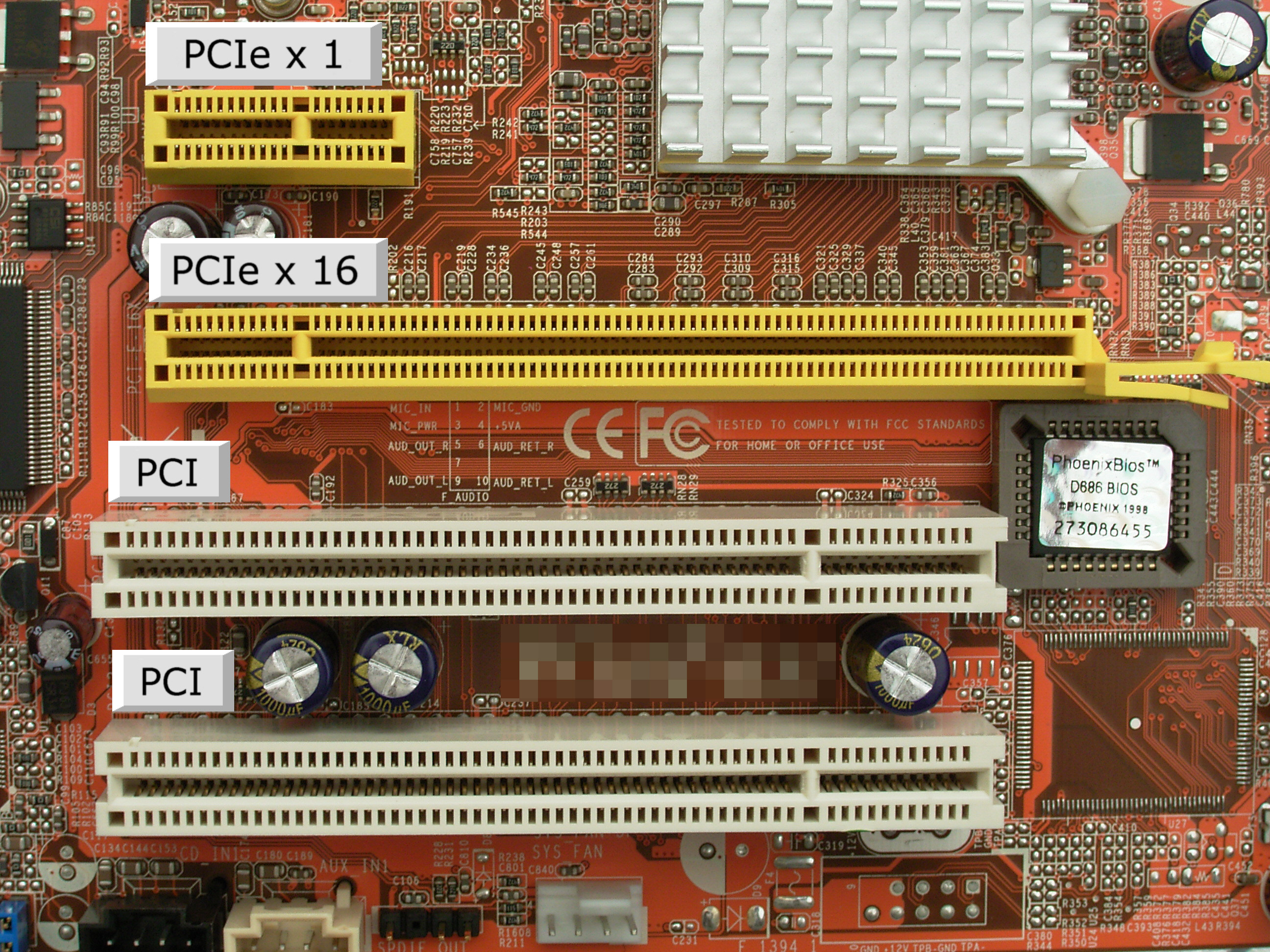
2 slot PCI Express e 2 slot PCI a 32 Bit

Alcuni tipi di interfacce a "Slot":
- ISA
- EISA
- VESA
- Processor Direct Slot
- PCI
- PCI Express
- PCI-X
- AGP
- VMEbus
- S-100
- Zorro
- NuBus
- MBus
- SBus
- Micro Channel

#### Interfacce generiche
Esistono un certo numero di interfacce generiche, adatte a molti scopi, che in genere i costruttori hanno cura di implementare sempre nei computer che producono, per aumentarne la versatilità. In genere le specifiche per queste interfacce sono standard pubblici, stabilite da enti come l'IEEE o l'ISO.
- RS232 (interfaccia seriale);
- RS432;

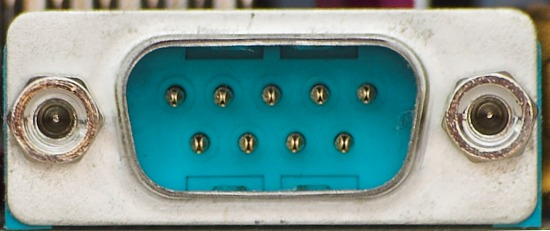
Porta seriale

- Centronics (interfaccia parallela);

- IEEE 488;

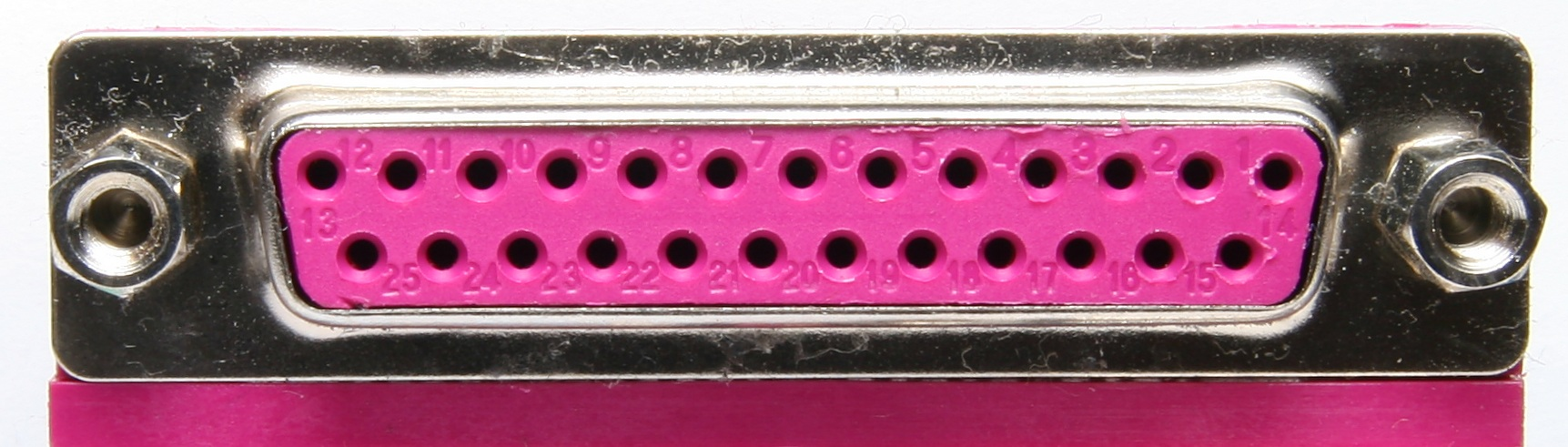
Porta parallela (Centronics)

- SCSI (disco rigido, CD-ROM, scanner e altri);
- ATA (o IDE, PATA, EIDE per disco rigido e ottici);
- SATA (per SSD, dischi rigidi e ottici);
- eSATA (SATA per dispositivi esterni);
- IEEE 1394 o Firewire esterno espandibile, capace di fornire alimentazione ai dispositivi, in diversi tipi, (periferiche esterne come dischi rigidi e ottici, scanner, videocamere e fotocamere digitali);

- PS/2 (tastiera e mouse);

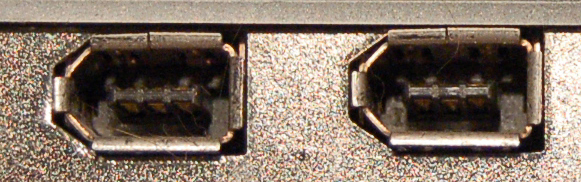
Porte firewire 400

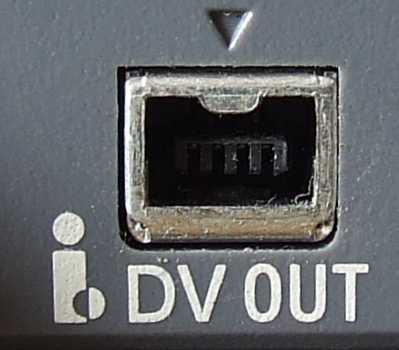
Porta firewire 800

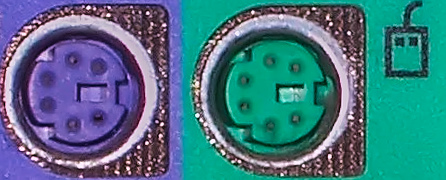
Porte PS2

- ADB per tastiere, mouse e simili dispositivi di controllo;
- SHUGART (per floppy disk);
- USB (Universal Serial Bus, o bus seriale universale in italiano, esterno espandibile, in diversi tipi, capace di fornire alimentazione ai dispositivi tastiera e mouse, fotocamere digitali, ecc.);

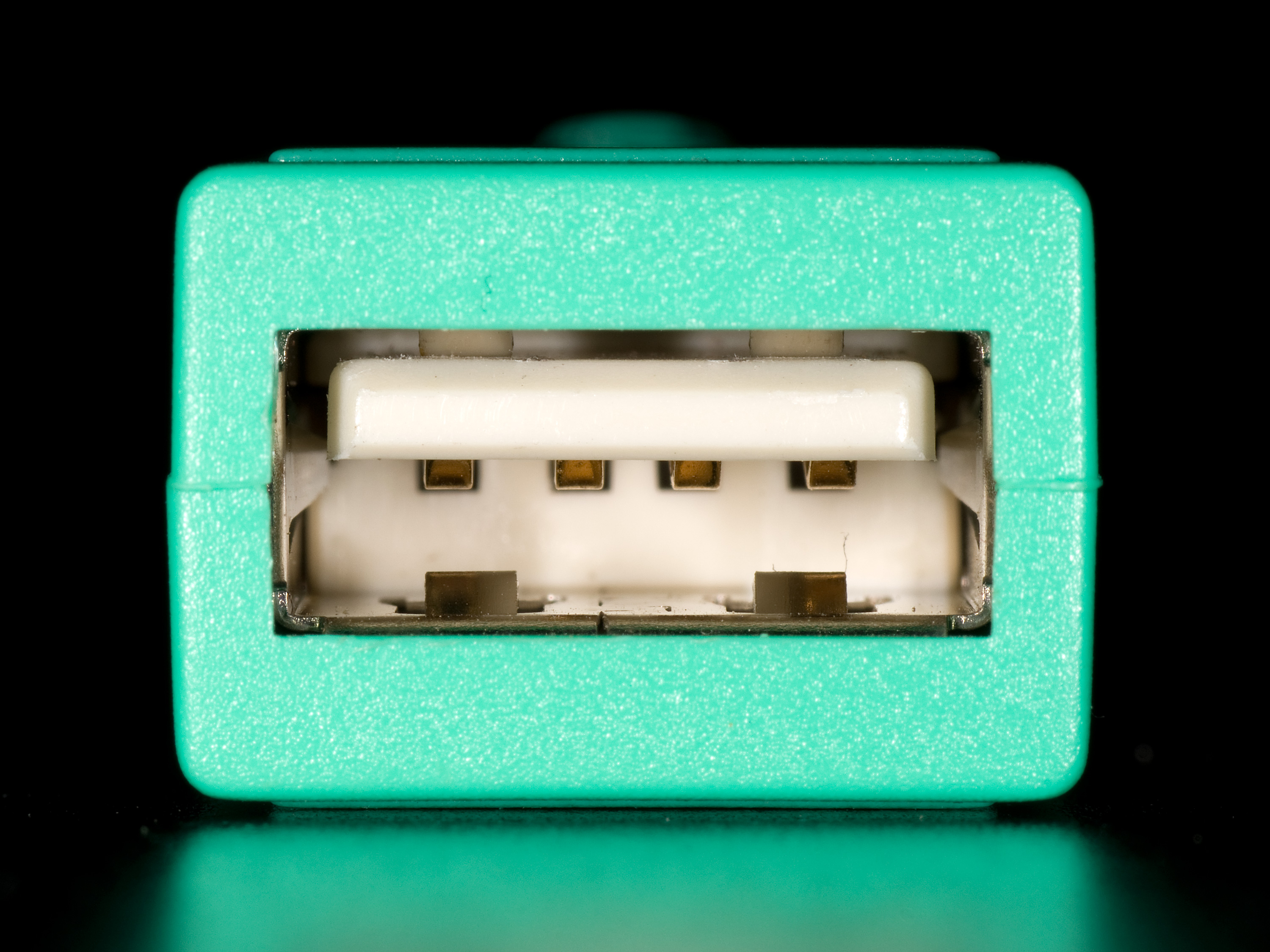
Porta USB

- HDMI (High Definition Multimedia Interface).

### Note tecniche

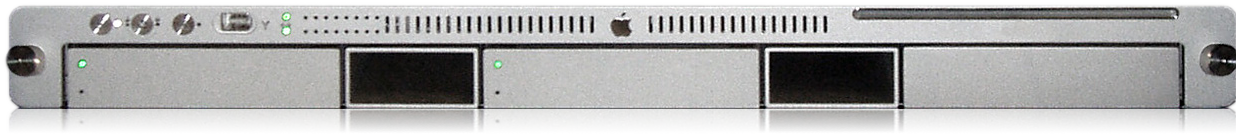
Altre configurazioni: case a rack di tipo U 1, comune a tutta la famiglia Xserve di Apple

## Tipi di computer

L'ENIAC

### Sistema centrale

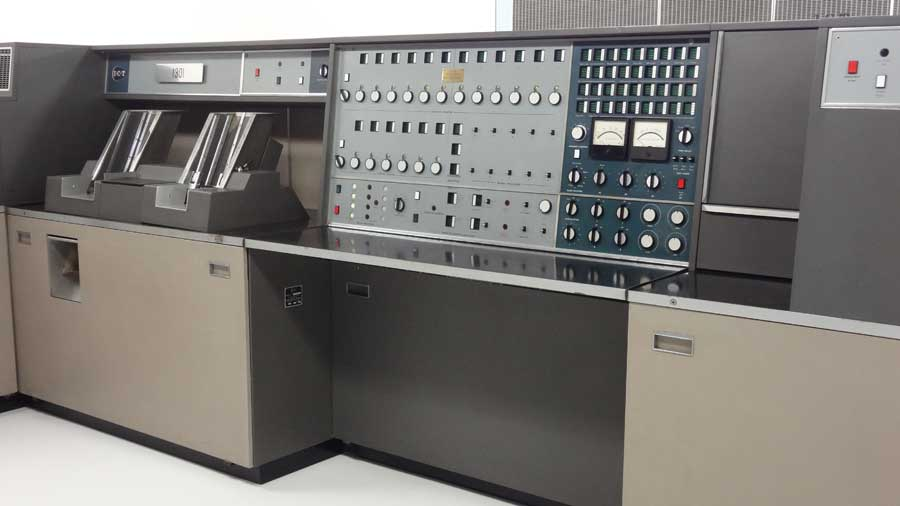
Esempio di mainframe

### Minicomputer

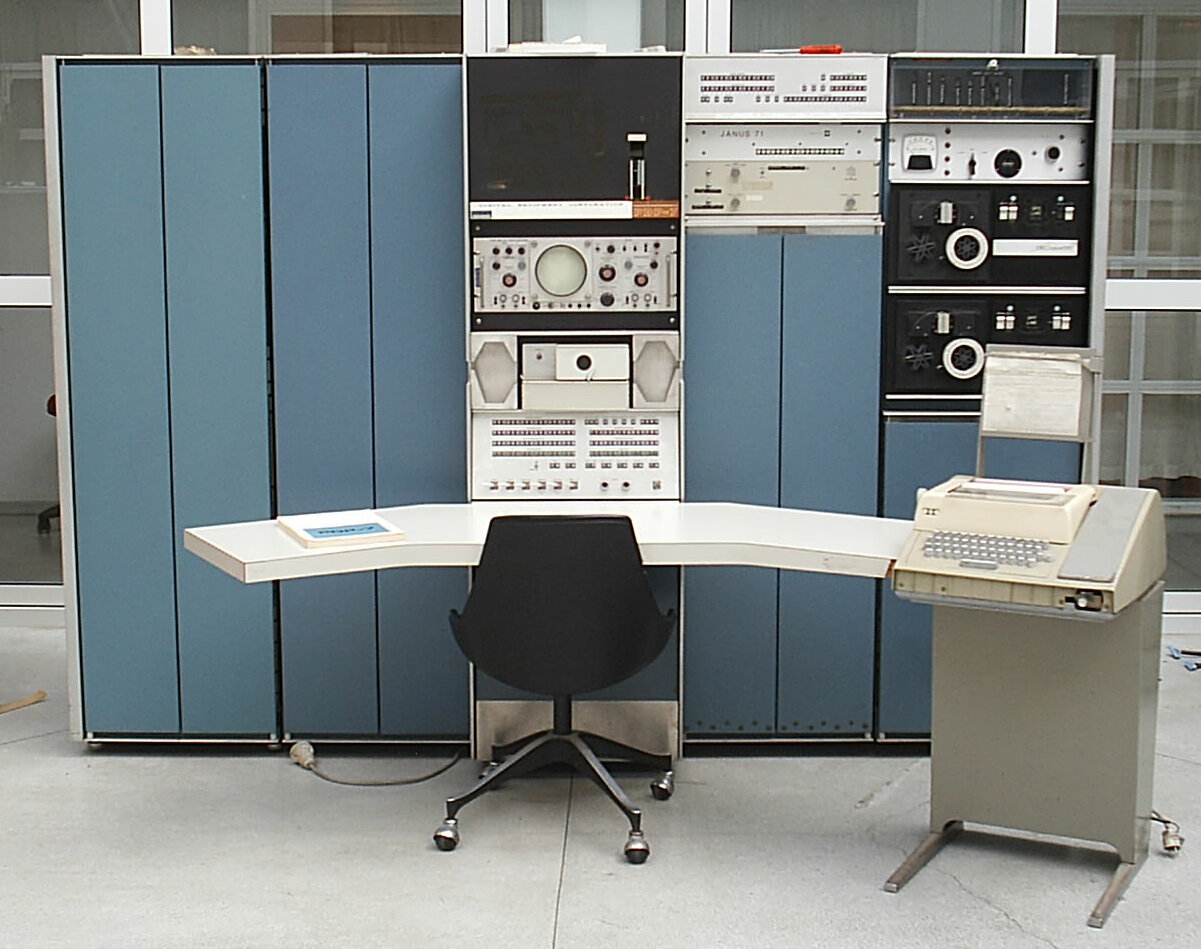
Esempio di minicomputer anni 60

### Home computer

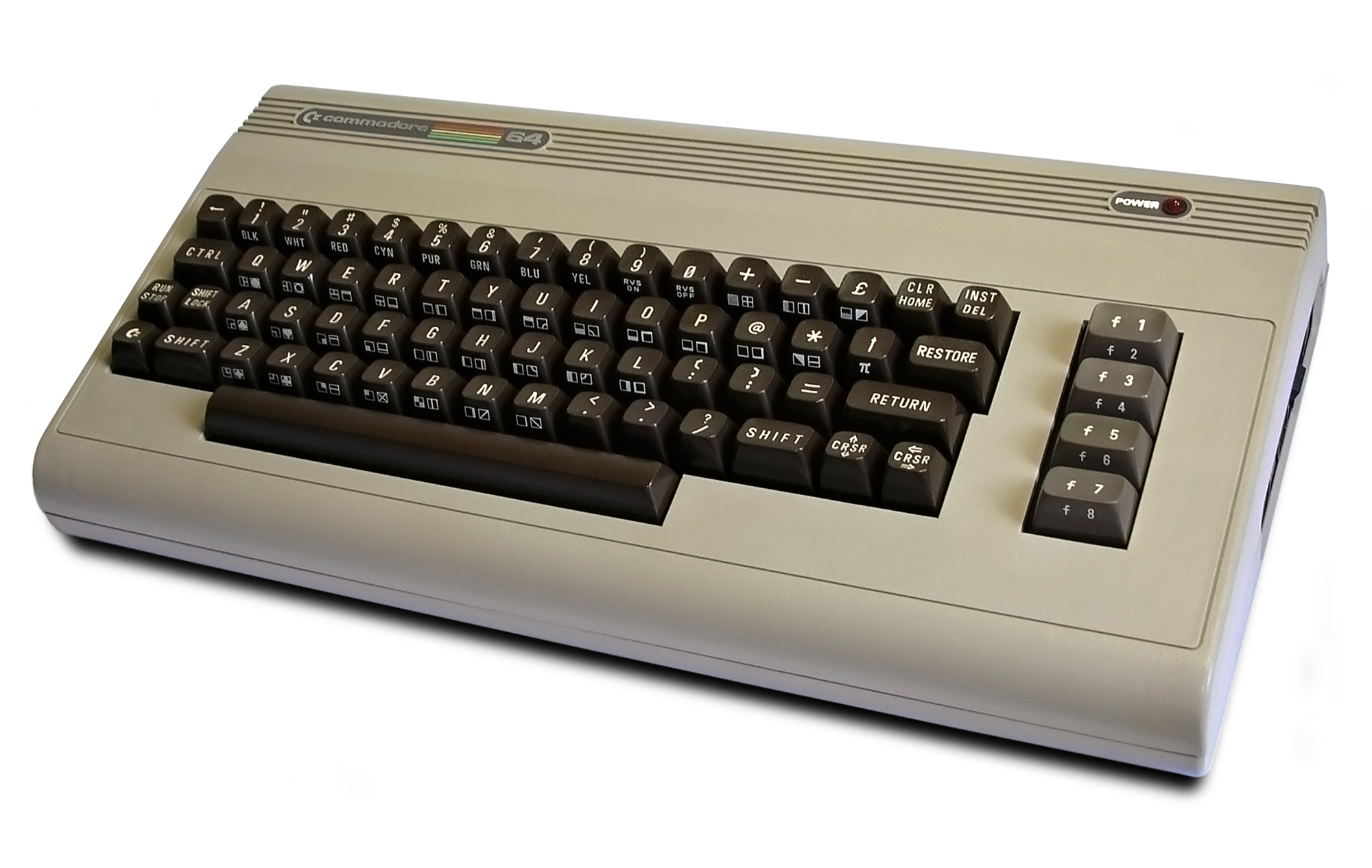
Commodore 64, un tipico Home Computer

### Personal computer

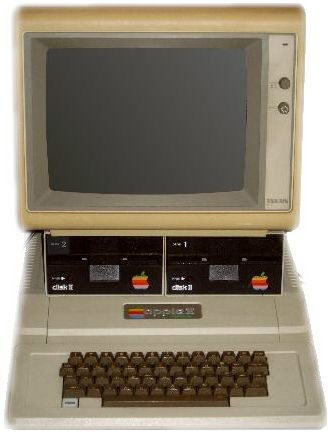
Apple II, un tipico Personal Computer dei tardi anni settanta

### Altre categorie

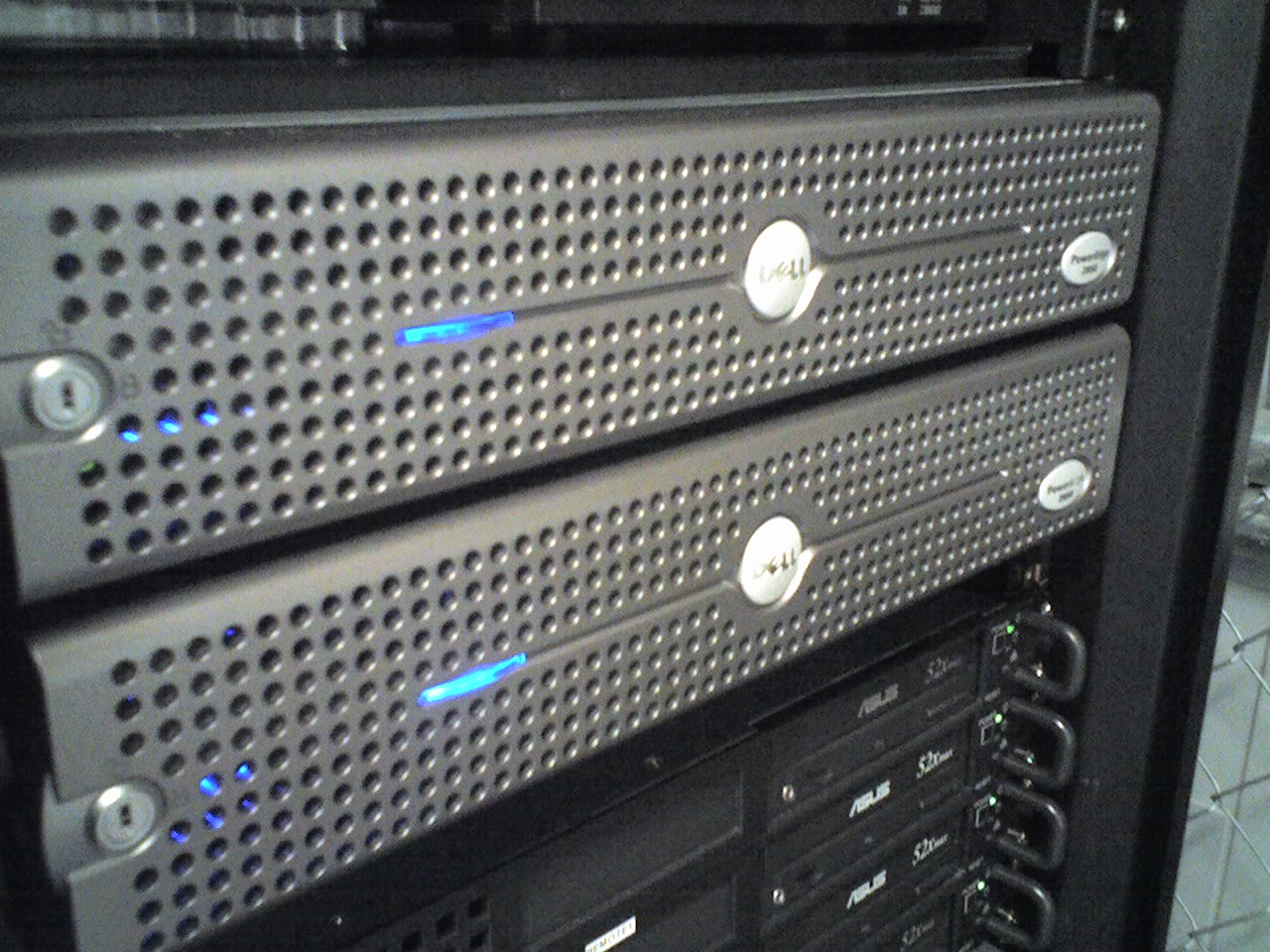
Coppia di server in un armadio rack

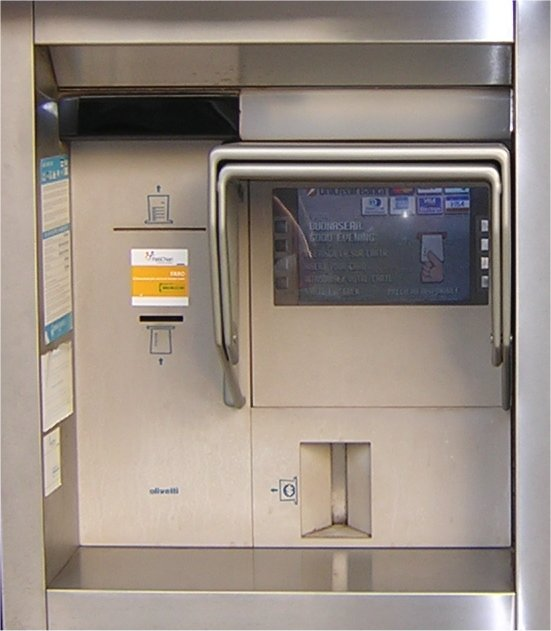
Sportello Bancomat